# Frame Check Sequence
Il campo Frame Check Sequence (FCS) è uno spazio di 4 byte all'interno di un frame (di solito nella parte finale) che contiene un valore cyclic redundancy check (CRC) per il riconoscimento di eventuali errori di ricezione all'interno del frame stesso. Il campo FCS a 4 byte non permette la correzione degli errori ma solo il loro riconoscimento: la tecnica di correzione degli errori è quindi di tipo ARQ (automatic repeat request).

Un frame ethernet con FCS in coda

FCS è usato nei protocolli ethernet, X.25, HDLC, Frame Relay, e in altri layer a livello data link protocols.